# 이누야시키
《이누야시키》(いぬやしき)는 일본의 만화책 및 애니메이션이다.

## 애니화
2017년에 애니화가 공개되었다. 2017년 10월에 방영하여 2017년 12월에 방영이 종료되었다.

## 실사 영화
일본에서는 2018년에 개봉했다.